# Rondeletia laevigata
Rondeletia laevigata är en måreväxtart som beskrevs av William Townsend Aiton. Rondeletia laevigata ingår i släktet Rondeletia och familjen måreväxter. Inga underarter finns listade i Catalogue of Life.